# Селвателе (Пиза)
Селвателе је насеље у Италији у округу Пиза, региону Тоскана.
Према процени из 2011. у насељу је живело 1302 становника. Насеље се налази на надморској висини од 49 м.